# Kronstädter Zeitung
Kronstädter Zeitung a fost un cotidian german din Austro-Ungaria și mai târziu în Regatul României, care a fost publicat la Brașov (Kronstadt) între 1849 și 1944.
Kronstädter Zeitung a fost un purtător de cuvânt al burgheziei săsești și a avut o orientare liberală. Echivalentul său conservator, favorabil autorităților guvernamentale, a fost Der Siebenbürger Bote (1792–1862) și mai târziu Hermannstädter Zeitung (1861–1907) din Sibiu.
Tipograful, editorul de ziare și primarul Brașovului Johann Gött a publicat Siebenbürger Wochenblatt din 1837, care se vedea ca un „forum de discuții pentru toate părțile”. Cu toate acestea, ca urmare a Revoluției din 1848/49, publicarea sa a fost oprită și Kronstädter Zeitung a luat o poziție hotărât liberală. Primul editor a fost scriitorul liberal Maximilian Leopold Moltke (1819–1894). Colaboratorii liberali mai proeminenți au inclus și politicienii Stephan Ludwig Roth (1796–1849) și Georg Daniel Teutsch (1817–1893), mai târziu Ludwig Korodi (1867–1954) și Eugen von Trauschenfels (1833–1903), care s-au opus politicii de maghiarizare, precum și scriitorul Heinrich Zillich (din 1930).
După ce Transilvania a devenit parte a Regatului României, Kronstädter Zeitung a militat pentru respectarea drepturilor minorității germane, ceea ce a făcut din aceasta o țintă frecventă a cenzurii de stat. După ce România a trecut de partea aliată la 23 august 1944, ziarul în limba germană a trebuit să își înceteze apariția.